# Klopče
Klopče (nemško Penk) je naselje v Občini Velikovec v Okraju Velikovec na Koroškem v Avstriji.